# Луга-Свинорийка (заказник)
Лу́га-Свинори́йка — гідрологічний заказник місцевого значення в Україні. Розташований у межах Володимирського району Волинської області, між селами Замличі та Шельвів.
Площа 1008 га. Створено за рішенням Волинської обласної ради від 20.12.1993 № 16/6, реорганізовано рішенням Волинської обласної ради від 02.02.2017 № 10/49 «Про збереження та розвиток природно-заповідного фонду».
Статус надано з метою збереження лучно-болотного масиву в середній та верхній течії річки Луга-Свинорийка. Водоохоронна зона завдовжки 22 км, завширшки до 1 км. У заказнику є п'ять природних джерел, тут нараховується понад 400 видів рослин і 100 видів хребетних тварин.
Трапляються рідкісні види рослин, занесені до Червоної книги України: плодоріжка болотна, осока затінкова.
На заплавних луках водяться види тварин, що охороняються Червоною книгою України та міжнародними конвенціями: деркач, журавель сірий, лунь польовий, чернь білоока, видра річкова.

## Галерея

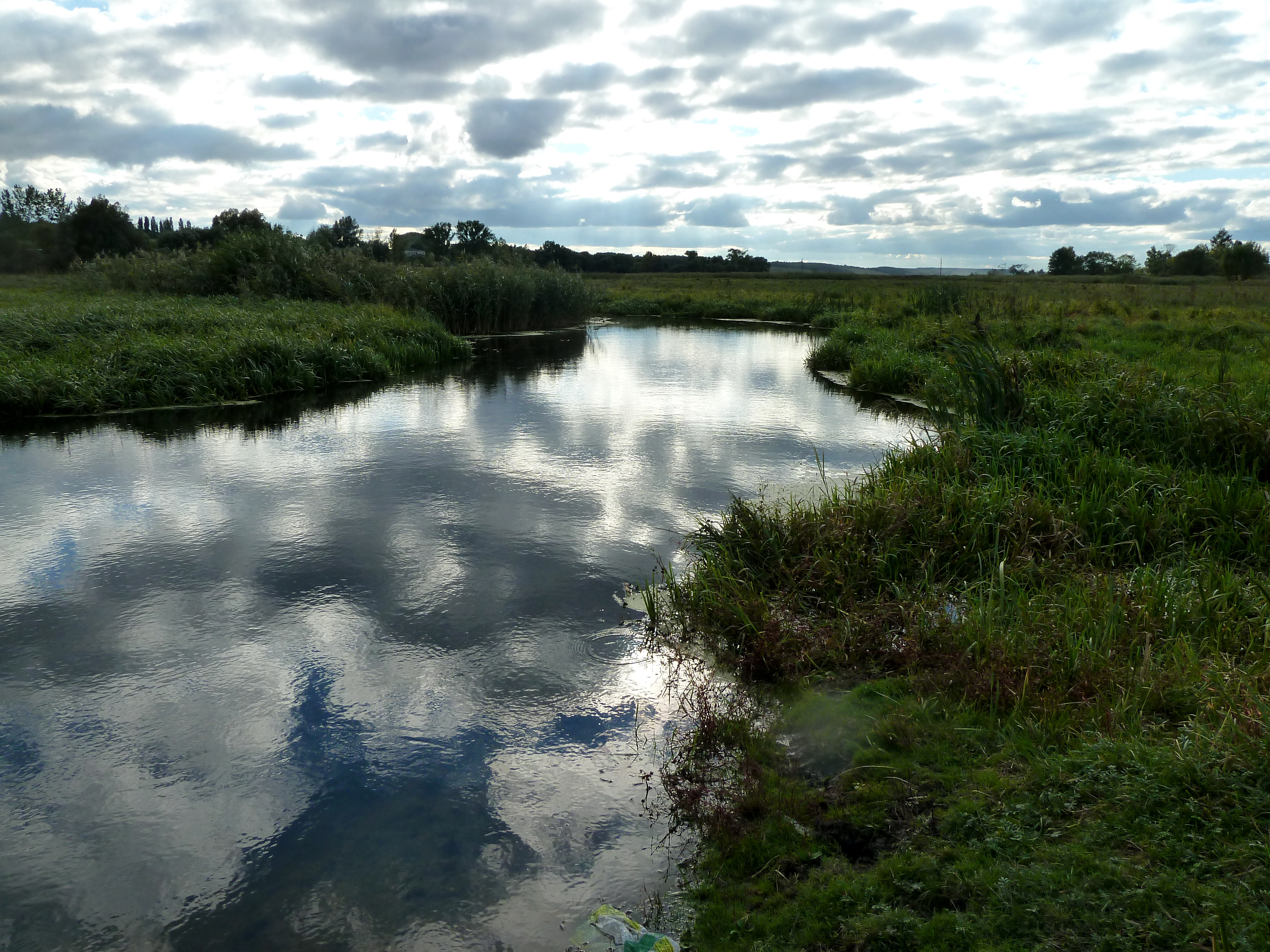
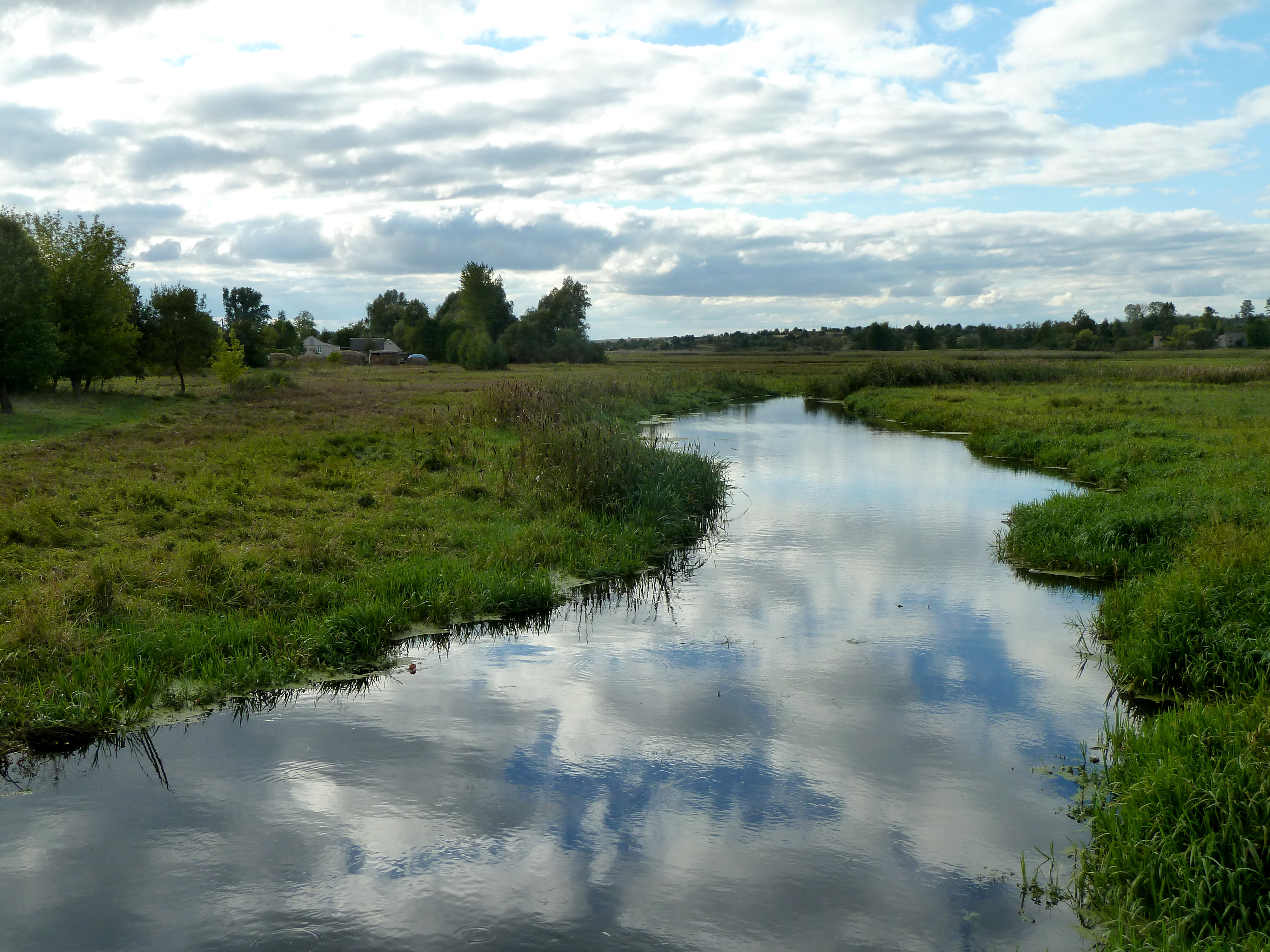